# Mondaino
Mondaino is een gemeente in de Italiaanse provincie Rimini (regio Emilia-Romagna) en telt 1486 inwoners (31-12-2004). De oppervlakte bedraagt 19,8 km², de bevolkingsdichtheid is 77 inwoners per km².

## Geografie
Mondaino grenst aan de volgende gemeenten: Montecalvo in Foglia (PU), Montefiore Conca, Montegridolfo, Saludecio, Tavoleto (PU), Tavullia (PU), Urbino (PU).

## Foto's

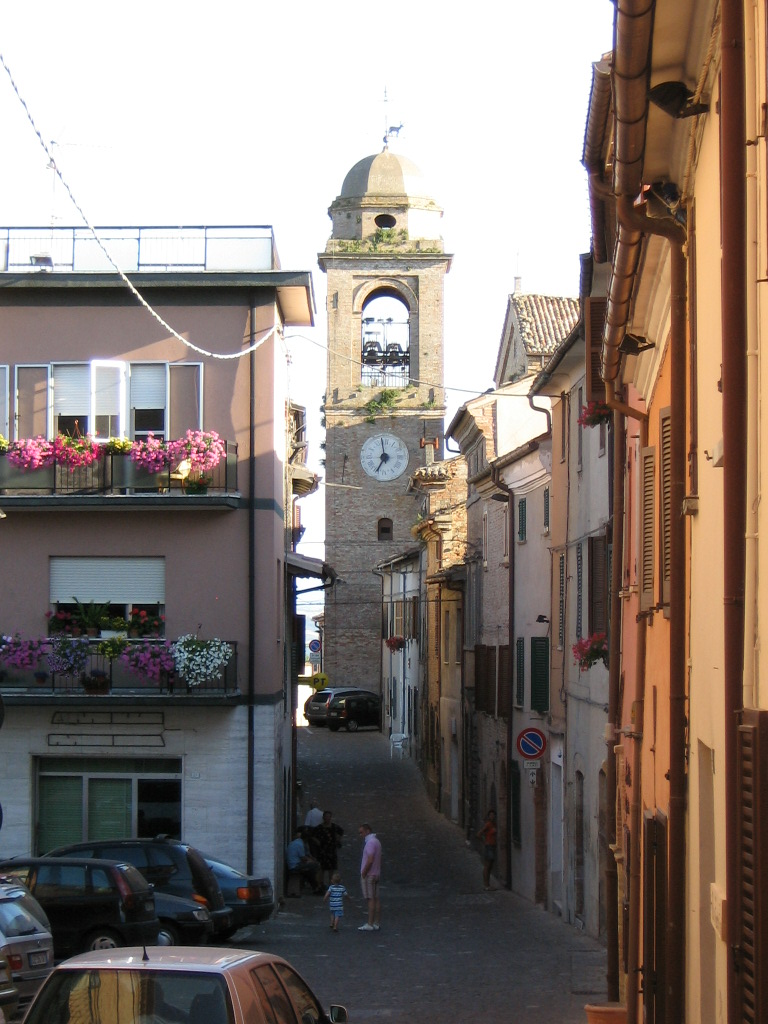
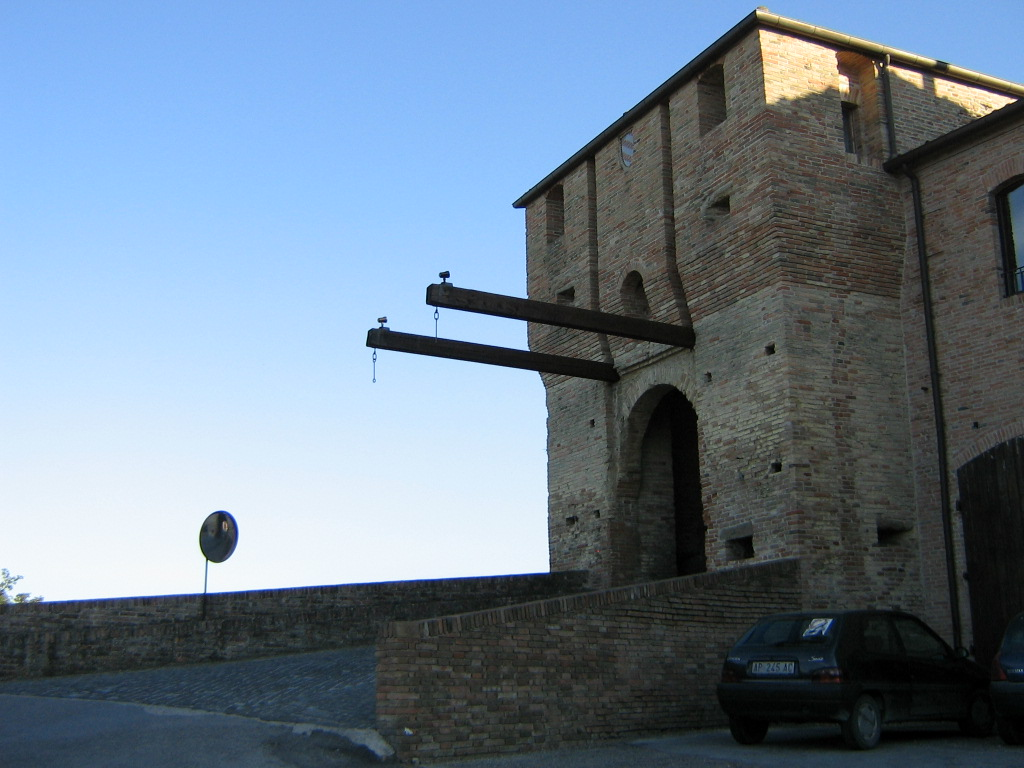
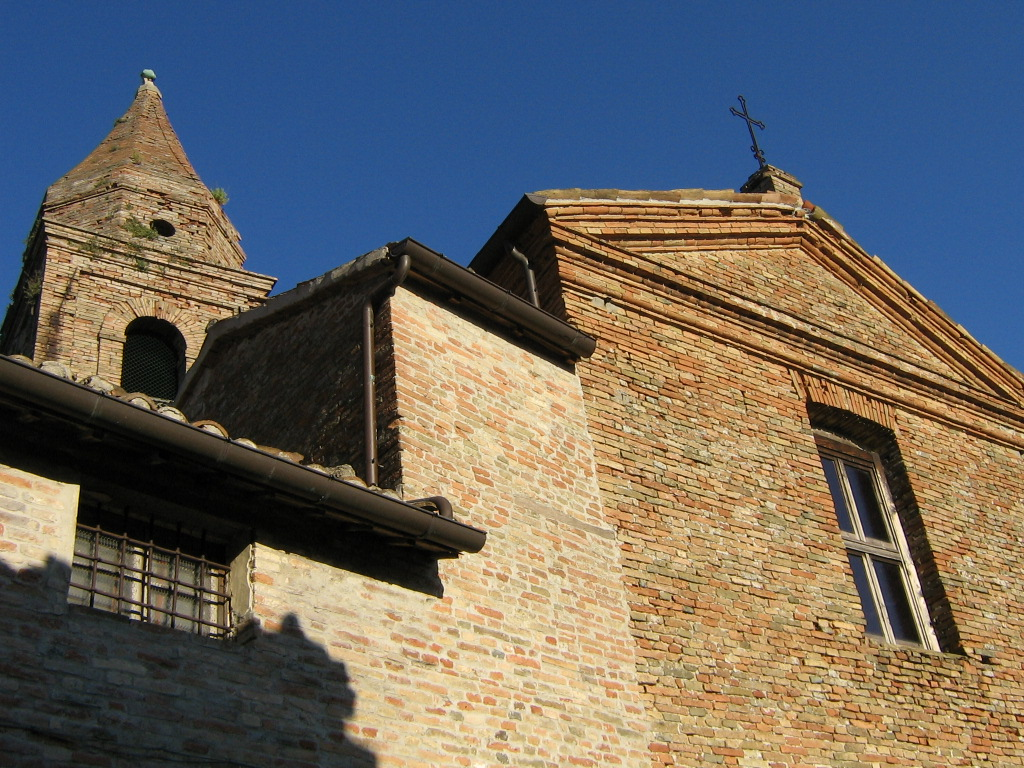
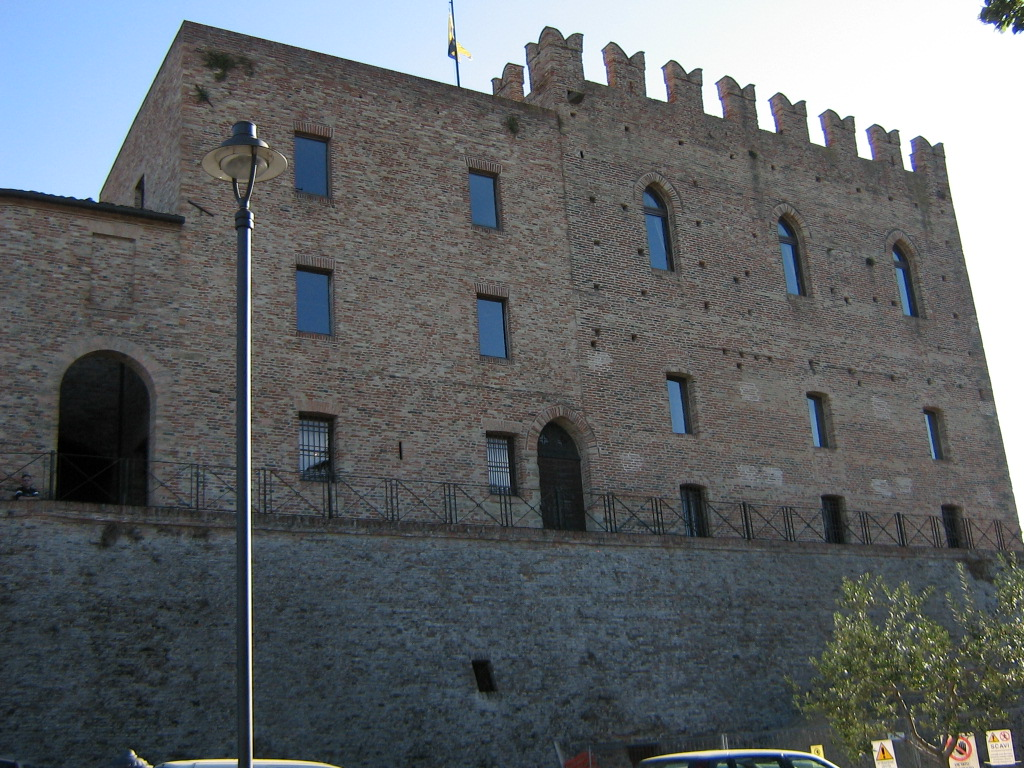
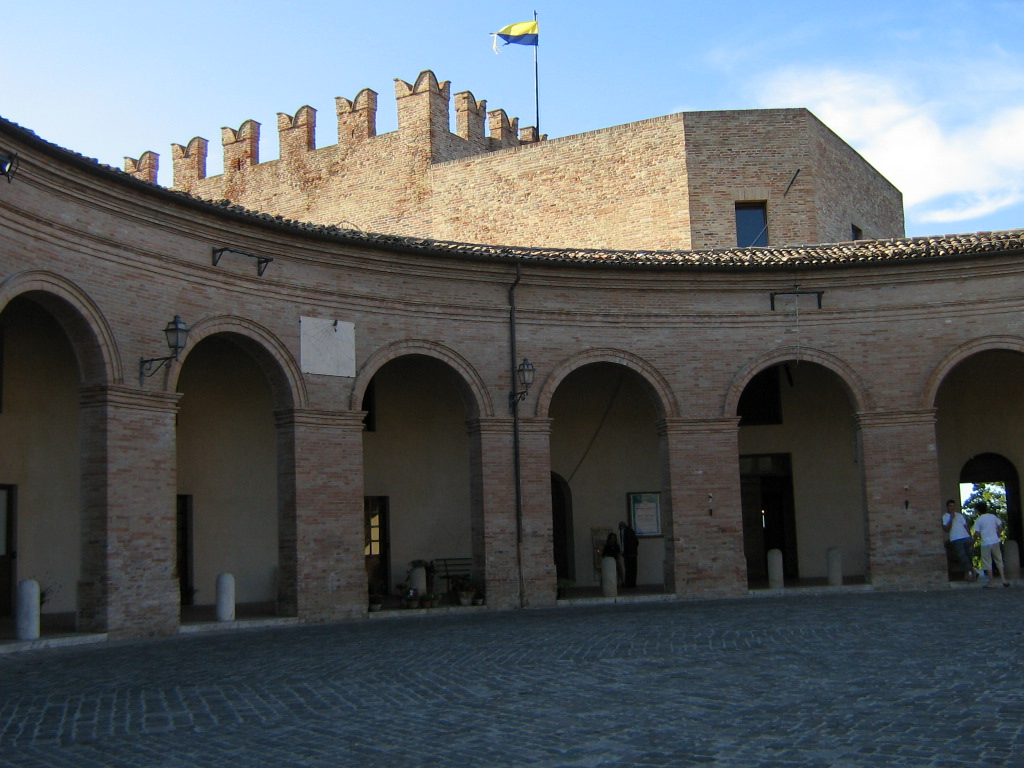

Bellaria-Igea Marina · Cattolica · Coriano · Gemmano · Misano Adriatico · Mondaino · Monte Colombo · Montefiore Conca · Montegridolfo · Montescudo · Morciano di Romagna · Poggio Berni · Riccione · Rimini · Saludecio · San Clemente · San Giovanni in Marignano · Santarcangelo di Romagna · Torriana · Verucchio
- Library of Congress Control Number: n85264213
- Nationale Bibliotheek van Israël: 987007564888405171
- Virtual International Authority File: 138447949

1. ↑  https://demo.istat.it/?l=it.